# Montalto Pavese
Montalto Pavese (Muntalt in dialetto oltrepadano) è un comune italiano di 807 abitanti della provincia di Pavia in Lombardia. Per la sua posizione dominante le prime colline sopra Casteggio, il bel castello con il giardino all'italiana e per la sua produzione di vino, è chiamata la "regina dell'Oltrepò Pavese".

## Storia
Le prime notizie su Montalto risalgono al X secolo, allorché vi aveva estesi beni il monastero pavese di Santa Maria delle Cacce. Nel 1164 passò con l'Oltrepò sotto il dominio di Pavia, che l'infeudò alla famiglia Belcredi. La podesteria o squadra di Montalto, soggetta ai Belcredi (che nominavano il Podestà, prerogativa che nelle altre squadre spettava alla città di Pavia), comprendeva anche Oliva Gessi, Mornico Losana, Torricella Verzate, Lirio e Montù Berchielli (nel comune di Rocca de' Giorgi); tra le ville del feudo sono citate anche le attuali frazioni Finigeto e Villa Illibardi.
Sotto gli Sforza, nel 1477, Montalto è infeudato come contea a Benedetto Strozzi di Mantova (ramo della nobile famiglia fiorentina), sotto i quali comunque i Belcredi rimangono la famiglia più ricca e mantengono la proprietà del castello. Nel 1617 il feudo è venduto ai Taverna, conti di Landriano, ma nel 1658 i Belcredi lo riacquistano, mantenendolo fino alla fine del feudalesimo nel 1797. Il feudo è nel frattempo elevato a Marchesato.
Nel XIX secolo Montalto è sede di mandamento nella provincia di Voghera (dal 1859 circondario di Voghera nella provincia di Pavia). Con l'unità d'Italia riceve il nuovo nome di Montalto Pavese. Nel 1939, soppresso il comune di Montù Berchielli (CC F702), parte di esso, compresa la ex sede comunale Cà del Fosso, è aggregata a Montalto.

### Simboli
Lo stemma e il gonfalone sono stati concessi con decreto del presidente della Repubblica del 26 gennaio 1954.
Il monte richiama il toponimo Montalto; la seconda partizione è ispirata al blasone della famiglia Belcredi: di rosso, alla fascia d'oro, caricata di un leone illeopardito ed accompagnata in capo da un altro leone simile, il tutto dell'uno nell'altro; col capo d'oro, caricato di un'aquila di nero, coronata del campo.
Il gonfalone è un drappo partito di rosso e d'azzurro.

## Monumenti e luoghi d'interesse
Meta di numerosi turisti e appassionati di aeromodellismo è la località Belvedere, sita sulla cresta di una collina e soggetta a forti venti, a causa della sua posizione: a separazione della strettissima Valle Scuropasso e della Valle del Ghiaie. I forti movimenti d'aria rendono divertente il volo di aeromodelli, deltaplani e parapendii.
- Castello di Montalto: il paese è inoltre conosciuto per il suo "Maniero" che, data la quota a cui è posto, e data la sua posizione, dominante la valle del torrente Verzate, è visibile da gran parte della Lombardia, anche da lunghe distanze.

## Società

### Evoluzione demografica
Abitanti censiti

## Amministrazione

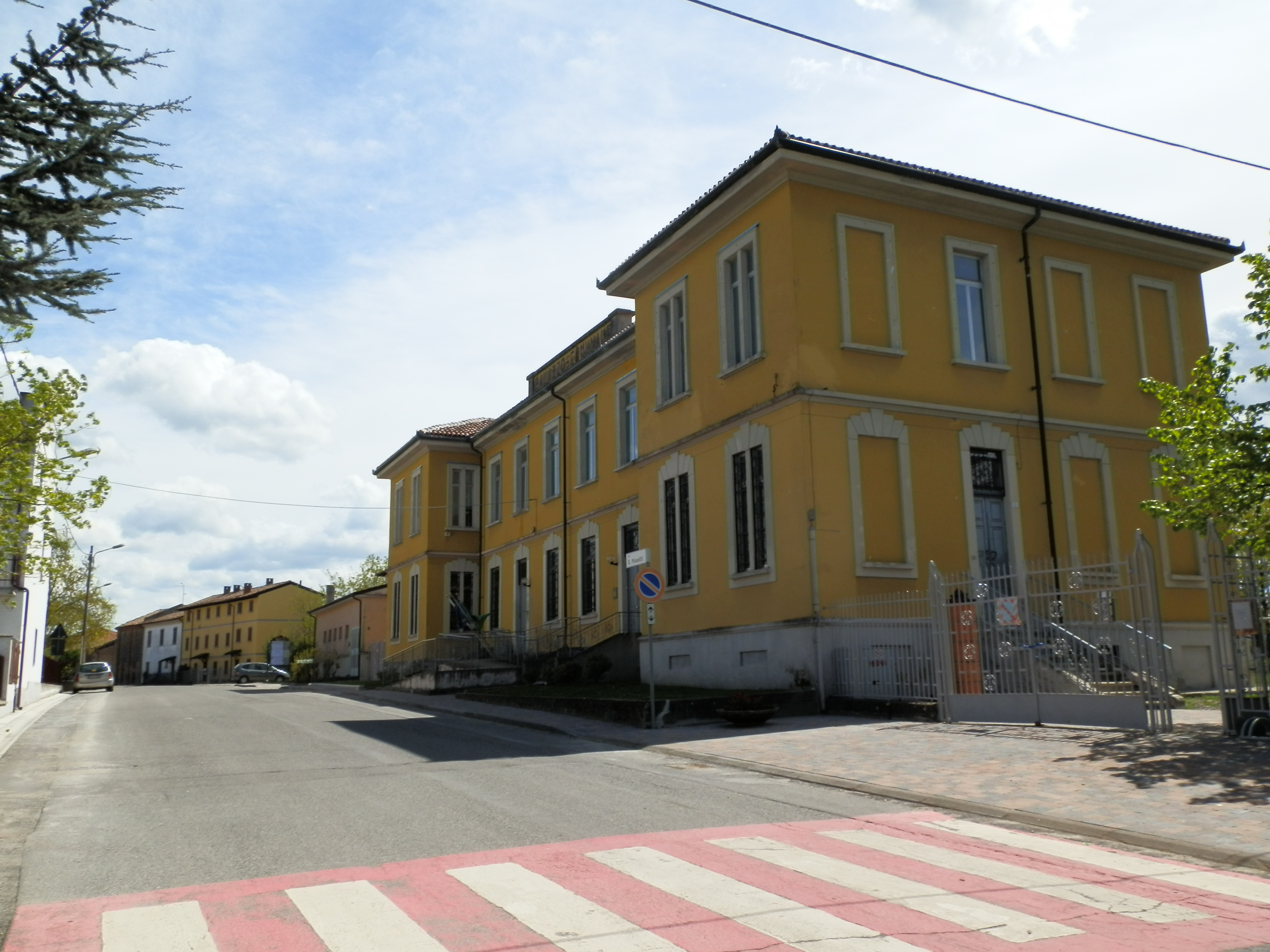
Scuola

### Comunità montane
Fa parte della fascia bassa della Comunità Montana Oltrepò Pavese.